# Natalja Antonowa
Natalja Siergiejewna Antonowa (ros. Наталья Сергеевна Антонова; ur. 25 maja 1995 w Petersburgu) – rosyjska kolarka torowa, srebrna medalistka mistrzostw świata.

## Kariera
Pierwszy medal w karierze zdobyła w 2017 roku, kiedy zajęła drugie miejsce w sprincie drużynowym na mistrzostwach Rosji. Wynik ten powtarzała w latach 2018-2019, a na mistrzostwach Europy w Płowdiwie w 2020 roku zdobyła w tej konkurencji złoty medal. Podczas rozgrywanych rok później mistrzostw świata w Roubaix razem z Janą Tyszczenko, Darją Szmielową i Anastasiją Wojnową była druga w sprincie drużynowym. W tym samym roku zajęła też trzecie miejsce w sprincie drużynowym na mistrzostwach Europy w Grenchen.